# 下陶夫基兴
下陶夫基兴是德国巴伐利亚州的一个市镇。总面积26.69平方公里，总人口1317人，其中男性728人，女性589人（2011年12月31日），人口密度49人/平方公里。